# Харитонов, Марк Сергеевич
Марк Серге́евич Харито́нов (31 августа 1937, Житомир — 8 января 2024, Москва, Россия) — русский писатель, эссеист, поэт и переводчик.

## Биография
Родился 31 августа 1937 года в Житомире в семье служащих Сергея Иосифовича Харитонова, уроженца Уланова, и Фаины Михайловны (Фейги Менделевны) Ломберг (родом из Бердичева). В том же году семья поселилась в Москве, в общежитии при деревообделочной фабрике, где работал отец.
В 1960 году окончил историко-филологический факультет МГПИ. Жил в Москве. Работал учителем, ответственным секретарём в многотиражной газете, редактором в издательстве. С 1969 года — свободный литератор, зарабатывал в основном переводами. Был членом Союза писателей России и русского ПЕН-клуба.
Скончался 5 января 2024 года в Москве на 87-м году жизни.

## Творчество
Прозу писал с 1963 года, в печати дебютировал как прозаик повестью «День в феврале». Первая книга (сборник повестей того же названия) вышла в 1988 году.
С 2002 года стихи печатались в журналах «Знамя», «Арион», «Иерусалимский журнал», «Зарубежные записки» и др.
Автор переводов с немецкого произведений Т. Манна, С. Цвейга, Ф. Кафки, Э. Канетти, Г. Гессе и др.
Проза и эссеистика Харитонова переведена на английский, французский, чешский, немецкий, голландский, португальский, китайский, японский, шведский, сербский и венгерский языки.

## Отзывы о творчестве
«В художественной системе Харитонова быт занимает важное место. Выписан он чрезвычайно тщательно и исторически достоверен, хотя является для автора все-таки только фоном для постановки глубоких экзистенциальных вопросов… Единицей текста становится абзац, передающий мысль, действие, мотив и сохраняющий внутри себя логическую связь, но между абзацами — пустота, как и между событиями, и в этой структуре — авторская философия: правда принадлежит не логике, часто вводящей в заблуждение, а целостности бытия, из которой, собственно, и вырастает дух жизни. Каждый абзац как бы рождается из мглы и требует отгадки, соотнесения не только с сюжетом, но с чем-то большим — надвременным и надличностным». Евгений Шкловский .

«Нежнейшие обертоны при описании самой что ни на есть „грубой“ фактуры, обволакивающая тайна недоговоренных сюжетов, тихое, но могучее дыхание неутолимой страсти». Андрей Немзер .

«Захватывает богатство и музыка языка, эта нескрываемая ирония, которая заставляет вас то и дело смеяться… Нет сомнения, что перед нами… большой писатель». Николь Занд. Ле Монд. (Nicole Zand. Le Monde).

«Большого писателя распознаешь, как художника, по самой фактуре, по неподражаемому „колориту“, который ощущается во всех его работах». Жорж Нива. Ле Журналь де Женев. (Georges Nivat, Le Journal de Geneve).

## Награды
- 1992 — литературная премия «Русский Букер» за роман «Линии судьбы, или Сундучок Милашевича».
- 1997 — французская литературная премия за лучшую иностранную книгу (эссе).